# Granica radziecko-rumuńska

Fragment granicy radziecko-rumuńskiej

Granica radziecko-rumuńska – granica państwowa pomiędzy ZSRR a Rumunią, istniejąca w latach 1922–1991.
Granica rozpoczynała swój bieg na trójstyku granic ZSRR, Polski i Rumunii (ujście rzeki Zbrucz do Dniestru). Następnie biegła korytem Dniestru do jego ujścia do Morza Czarnego na południe od Odessy.
Granica powstała po zajęciu przez Rumunię Besarabii w 1918 roku, co zostało uznane w 1920 roku przez Wielką Brytanię, Francję i Włochy. ZSRR kwestionował przebieg granicy. W 1934 roku nawiązano stosunki dyplomatyczne pomiędzy Rumunią i ZSRR bez uregulowania sprawy granicy.
W czerwcu 1940 roku po zajęciu przez ZSRR Besarabii i północnej Bukowiny, ustalono nową granicę, biegnącą teraz na północy od styku granic Węgier, Rumunii i ZSRR w Górach Marmaroskich (Stóg 1652 m n.p.m.). Następnie biegła w kierunku wschodnim na południe od Czerniowiec i dochodziła do rzeki Prut. Następnie korytem Prutu do jego ujścia do Dunaju (okolice miasta Reni), następnie Dunajem i jego północną odnogą Kilia do brzegów Morza Czarnego, na południe od miasta Wilkowo.
Granica istniała do czerwca 1941 roku. Podczas działań wojennych z lat 1941–1944 przesunięto granicę Rumunii na wschód do rzeki Boh. W 1945 roku przywrócono granicę z 1940 roku.
Po przyłączeniu do ZSRR Ukrainy Zakarpackiej (czerwiec 1945) granica rozpoczynała bieg od styku granic Węgier, Rumunii i ZSRR nad rzeką Túr (na południe od miasta Djakowo) i biegła w kierunku wschodnim częściowo rzeką Cisa do Gór Marmaroskich. Następnie miała przebieg identyczny jak linia graniczna z 1940 roku.
Przebieg granicy usankcjonował paryski traktat pokojowy podpisany 10 lutego 1947 roku.
Granica liczyła 1325 kilometrów i istniała do rozpadu ZSRR w 1991 roku.